# Cerkiew św. Mikołaja w Bordeaux
Cerkiew św. Mikołaja – cerkiew prawosławna w Bordeaux. Jest siedzibą parafii Wprowadzenia Matki Bożej do Świątyni w jurysdykcji Greckiej Metropolii Francji Patriarchatu Konstantynopolitańskiego. Świątynia służyła również parafii św. Serafina z Sarowa, należącej do eparchii chersoneskiej Rosyjskiego Kościoła Prawosławnego.
Wspólnota grecka w Bordeaux była obecna od 1910. Jej szybki wzrost został odnotowany w czasie I wojny światowej i w latach 20., kiedy według danych prefektury liczba greckich mieszkańców miasta osiągnęła 780 osób. Fundatorem wolno stojącej cerkwi był Panayotis Petalas. 

## Architektura
Cerkiew jest jednonawowa. Wejście do niej prowadzi przez prostokątne drzwi ze skromnym portalem, ponad którymi znajdują się trzy półkoliste okna. Budynek ma wyodrębnione półkoliste prezbiterium, do nawy przylega dzwonnica z jednym dzwonem. Budynek otacza ogród. We wnętrzu cerkwi znajduje się dwurzędowy ikonostas i kilkanaście ikon wykonanych w stylu bizantyjskim. W oknach znajdują się witraże z postaciami świętych. Całość wyposażenia pochodzi z ofiar wiernych. 
W budynku cerkwi znajduje się również sala przeznaczona dla działalności kulturalnej. W ogrodzie znajduje się obelisk upamiętniający grecką diasporę w Bordeaux oraz grób fundatora świątyni.